# يحيى شاهين
يحيى يحيى حسن شاهين (28 يوليو 1917 – 18 مارس 1994)؛ ممثل ومنتج أفلام مصري، وممن عملوا في مؤسسة السينما المصرية في فترة امتدت من عقد الأربعينات وحتى التسعينات، كما أن له عدة أعمال تلفازية.

## سيرة حياته
ولد في جزيرة ميت عقبة، بمحافظة الجيزة، يوم 28 يوليو 1917. ولقد تلقى دراسته الابتدائية في مدرسة عابدين، واشترك في فريق التمثيل بالمدرسة حينها، حيث ظهرت موهبته، ولم يمضي إلّا القليل حتى ترأس فريق التمثيل في المدرسة.
وحصل على شهادة دبلوم الفنون التطبيقية بقسم النسيج من مدرسة العباسية الصناعية. ثم حصل على بكالوريوس في هندسة النسيج.
وتم تعيينه في شركة مصر للغزل والنسيج بالمحلة الكبرى.
ولكن شغفه بالتمثيل وموهبته دفعتاه إلى التباطؤ في تنفيذ التعيين والانضمام إلى جمعية هُواة التمثيل، حتى سُنحت له الفرصة والتقى بأستاذه بشارة واكيم وإدمون تويما، حيث كان مديراً للمسرح في دار الأوبرا الملكية. وقد أُعجب بموهبة يحيى شاهين واقترح عليه أن يتقدم إلى الفرقة القومية للتمثيل التي تطلب وجوها جديدة من الشباب. غير أن فرص التمثيل على المسرح لم تتحقق لموسم كامل، مما أقلق يحيى شاهين إلى أن بلغه أن الممثلة فاطمة رشدي بدأت تكون فرقة جديدة، وأنها بحاجة إلى (جان بريميه)، فتقدّم بالأداء، وأُعجبت رشدي جدا بتمثيله، فاختارته لدور الفتى الأول في فرقتها خليفة لفتاها الأول أحمد علام الذي انضم إلى الفرقة القومية، والتي قد تركها يحيى شاهين، وهنا بدأت رحلة الفنان.

## من أعماله ومنجزاته
مسرحيات: مجنون ليلى، وروميو وجولييت، وختم حياته المسرحية بمسرحية مرتفعات ويذرنغ، ليتفرغ لحياته السينيمائية بعد أن نادته السينما فاتحة له صدرها، ليحقق فيها أضعاف أمجاده المسرحية.
وأول ظهور له في فيلم لو كنت غني بدور هامشي. وسرعان ما سطع نجمه والتفتت الأنظار له، ولعب دور البطولة أمام كوكب الشرق أم كلثوم في فيلم سلامة. وقد قام بعدة أعمال تلفازية أهمها شارع الموردي والطاحونة.

## الجوائز التي نالها
- جوائز دعم السينما؛ الجائزة الأولى عن دوره في فيلم ارحم دموعي، والثانية عن فيلم جعلوني مجرما.
- شهادة تقدير عن فيلم نساء في حياتي من مؤتمر فينيسيا الدولي.
- الجائزة التقديريه الذهبية من جمعية كتاب ونقاد السينيما المصرية.
- فاز بوسام العلوم والفنون من الدرجة الأولى كمهندس تطبيقي سنة 1980.
- حصل على شهادة تقدير من مهرجان القاهرة الدولي سنة 1987.
- جائزة مهرجان القاهرة السينمائي وجائزة غرف السينما سنة 1989.
- وسام الجمهورية من الطبقة الثالثة من الرئيس الراحل جمال عبد الناصر.
- حصل على درع السويس ودرع أسوان.
- شهادة تقدير وتفوق للرواد السينمائيين سنة 1993 من جريدة الأهرام المسائي.

## وفاته
توفي الفنان يحيي شاهين في يوم الجمعة، 18 مارس 1994، عن عمر يناهز 75 عاماً، ودُفن بمقابر مدينة 6 أكتوبر.

## أفلامه
1. وما زال النيل يجري (1993)	[مسلسل]
2. دموع صاحبة الجلالة (1992)		أبو آمال صدقي السفير السابق
3. مذبحة الشرفاء (1992)
4. بنت الباشا الوزير (1991)		سيد
5. كل هذا الحب (1988)		ناصف أبو فاء
6. آباء و أبناء (1985)
7. رسول الإنسانية (1985)	[مسلسل]
8. الأب العادل (1982)	[مسلسل]
9. الشك يا حبيبي (1979)		عبد الرحيم
10. الضوء الأخضر (1976)
11. غدًا لن تتبدل الأرض (1975)
12. الأخوة الأعداء (1974)		الأرماني
13. عجايب يا زمن (1974)
14. السكرية (1973)
15. البعض يعيش مرتين (1971)
16. فجر الإسلام (1971)
17. ملكة الليل (1971)
18. أشياء لا تشترى [ب] (1970)
19. الأضواء (1970)
20. الأرض (1969)		الشيخ حسونة
21. الحاجز (1969)
22. شيء من الخوف (1969)		الشيخ إبراهيم
23. شيء من العذاب (1969)
24. الناس اللى جوه (1969)
25. روعة الحب (1968)
26. قصر الشوق (1967)
27. رجل وامراتان (1966)
28. تفاحة آدم (1966)
29. 3 لصوص (1966)		القاضي
30. ابن كليوباترا (1965)
31. صبيان وبنات (1965)
32. باسم الحب (1965)		عبد الغفار
33. الإعتراف 	(1965)
34. بين القصرين (1964)
35. المراهقان (1964)
36. هذا الرجل أحبه (1962)
37. زيزيت (1961)
38. مخلب القط (1961)
39. رجل بلا قلب (1960)		جلال
40. سمراء سيناء (1959)
41. المعلمة (1958)
42. الحب الصامت (1958)		صفوت
43. كهرمان (1958)
44. هذا هو الحب (1958) حسين
45. الملاك الصغير (1957)		مراد
46. أين عمري (1957)		د. خالد
47. عشاق الليل (1957)
48. لا أنام (1957)		أحمد
49. نساء في حياتي (1957)
50. العروسة الصغيرة (1956)
51. الغريب (1956)
52. وداع في الفجر (1956)		فهمي
53. في سبيل الحب (1955)
54. مرت الأيام (1954)
55. أنا الحب (1954)
56. جعلوني مجرما (1954)		الشيخ حسن
57. الفارس الأسود (1954)
58. الحياة الحب (1954)
59. قرية العشاق (1954) عبد الكريم
60. مؤامرة (1953)
61. غرام بثينة (1953)
62. تاجر الفضائح (1953)		أحمد
63. بلال مؤذن الرسول (1953)
64. زينب [ب] (1952)
65. سيدة القطار (1952)		فريد
66. سلوا قلبي (1952)
67. ابن النيل (1951)		الشيخ إبراهيم
68. انتقام الحبيب (1951)
69. قسمة ونصيب (1950)
70. إلهام (1950)
71. الريف الحزين (1948)
72. فتح مصر (1948)
73. فتنة (1948)
74. ورد شاه (1948)
75. ليلى العامرية (1948)
76. سلطانة الصحراء (1947)
77. خاتم سليمان (1947)
78. ضربة القدر (1947)
79. كانت ملاكا (1947)
80. جوز الاتنين (1947)
81. راوية (1946)
82. ضحايا المدينة (1946)
83. الطائشة (1946)
84. عادت إلى قواعدها (1946)
85. عواصف (1946)
86. غرام الشيوخ (1946)
87. النفخة الكدّابة (1946)
88. المظاهر (1945)
89. سلامة (1944)
90. حبابة [ب] (1944)
91. بنت الشيخ (1943)
92. لو كنت غني (1942)
93. المتهمة (1942)
94. محطة الأنس [ب] (1942)
95. الطاحونة [ب] (1900)	[مسلسل]
96. القضاء في الإسلام ج1 (1900)	[مسلسل]
97. القضاء في الإسلام ج2 (1900)	[مسلسل]
98. القضاء في الإسلام ج6 (1900)	[مسلسل]
99. أولاد ضرغام (1900)
100. الأيام		[مسلسل]
101. شارع المواردي		[مسلسل]

## مسلسلات
- أحببتها ولكن
- الأيام 1979
- الطاحونة (الجزء الأول) 1984
- الطاحونة (الجزء الثاني) 1986
- وفاء بلا نهاية